# 2004年度電視節目欣賞指數調查
2004年度電視節目欣賞指數調查，頒獎禮於2005年3月10日頒發。

## 結果

### 最佳電視節目
- 第一位：尋找他鄉的故事VI（亞洲電視）
- 第二位：星期一檔案／星期日檔案（無綫電視）
- 第三位：金枝慾孽（無綫電視）
- 第四位：新聞透視（無綫電視）
- 第五位：2004大事回顧系列（無綫電視）
- 第六位： 鐵窗邊緣（香港電台）
- 第七位： 鏗鏘集（香港電台）
- 第八位： 賭海迷徒（香港電台）
- 第九位： 梅艷芳最美麗的回憶（無綫電視）
- 第十位： 獅子山下念霑叔（無綫電視）
- 第十一位：醫生與你 之傳染病系列（香港電台）
- 第十二位：華人青年音樂家系列（香港電台）
- 第十三位：警訊（香港電台）
- 第十四位：風雨夜歸人（香港電台）
- 第十五位：愛在瘟疫蔓延時（香港電台）
- 第十六位：有線新聞（有線電視）
- 第十七位：黃金歲月III（香港電台）
- 第十八位：感動中國 – 科學家系列（有線電視）
- 第十九位：廉政行動2004（無綫電視）
- 第二十位：山水傳奇（香港電台）

### 評審團大獎
- 得獎節目 ： 黃金歲月III 之 大海之笑顏（香港電台）
- 優異獎 ：  中國新型人之藍天新英姿（亞洲電視）
- 優異獎 ： 邵逸夫獎 – 數學大師陳省身（無綫電視）
- 優異獎 ： 怒人甲乙丙的最後一夜（有線電視）

## 外部連結
- 2004年度電視欣賞指數調查官方網頁（页面存档备份，存于）